# Grzegorz Krejner
Grzegorz Krejner (né le 25 février 1969 à Żyrardów) est un coureur cycliste polonais. Spécialiste du kilomètre, il a été médaillé de bronze de la discipline aux championnats du monde de 2001.

## Palmarès

### Jeux olympiques
- Barcelone 1992
  - 20e du kilomètre
- Atlanta 1996
  - 6e du kilomètre
- Sydney 2000
  - 7e du kilomètre
  - 10e de la vitesse par équipes
  - 1er tour du keirin
- Athènes 2004
  - 14e du kilomètre

### Championnats du monde
- Palerme 1994
  - 6e du kilomètre
- Bogota 1995
  - 10e du kilomètre
- Manchester 1996
  - 5e du kilomètre
- Perth 1997
  - 8e du kilomètre
- Bordeaux 1998
  - 5e de la vitesse par équipes
  - 8e du kilomètre
- Berlin 1999
  - 7e du kilomètre
- Manchester 2000
  - 6e du kilomètre
- Anvers 2001
  -  Médaillé de bronze du kilomètre
  - 9e du keirin
- Ballerup 2002
  - 9e du kilomètre

### Coupe du monde
- 1995
  - 2e du kilomètre à Tokyo
- 1997
  - 1er de la vitesse par équipes à Fiorenzuola (avec Marcin Mientki et Grzegorz Trebski)
  - 1er de la vitesse par équipes à Quartu Sant'Elena (avec Marcin Mientki et Grzegorz Trebski)
  - 1er du kilomètre à Quatro Sant'Elana
  - 2e du kilomètre à Trexlertown
  - 2e du kilomètre à Fiorenzuola
  - 2e du kilomètre à Athènes
  - 2e du kilomètre à Adélaïde
  - 2e de la vitesse par équipes à Adélaïde
  - 3e de la vitesse par équipes à Trexlertown
- 1998
  - 3e de la vitesse par équipes à Victoria
  - 3e de la vitesse par équipes à Berlin
  - 3e du kilomètre à Berlin
- 1999
  - 1er de la vitesse par équipes à Frisco (avec Marcin Mientki et Daniel Czajkowski)
  - 2e de la vitesse par équipes à Mexico
  - 3e du kilomètre à Frisco
  - 3e de la vitesse par équipes à Valence
- 2000
  - 1er de la vitesse par équipes à Turin (avec Marcin Mientki et Konrad Czajkowski)
  - 2e du kilomètre à Turin
  - 3e du kilomètre à Mexico
- 2001
  - 1er de la vitesse par équipes à Szczecin
  - 2e du keirin à Mexico
  - 3e du kilomètre à Mexico
- 2002
  - 3e du kilomètre à Monterrey
  - 3e de la vitesse par équipes à Monterrey
- 2003
  - 2e de la vitesse par équipes à Moscou
  - 3e du kilomètre à Moscou

### Championnats d'Europe
- 1998
  -  Champion d'Europe de vitesse par équipes (avec Marcin Mientki et Grzegroz Trebski)
  -  Médaillé de bronze de l'omnium sprint
- 2001
  -  Médaillé d'argent de la vitesse par équipes
- 2002
  -  Médaillé d'argent de la vitesse par équipes
- 2004
  -  Médaillé d'argent de l'omnium sprint
  -  Médaillé d'argent de la vitesse par équipes

### Championnats nationaux
- Champion de Pologne du kilomètre en 1990, de 1992 à 2002 et en 2004
- Champion de Pologne de vitesse en 1992, de 1994 à 1996 et de 1999 à 2001
- Champion de Pologne de vitesse par équipes de 1996 à 1999, en 2001, 2004 et 2005
- Champion de Pologne du keirin de 1999 à 2001 et en 2005